# Boris Kopitović (calciatore 1995)
Boris Kopitović (in serbo Борис Копитовић?; Podgorica, 27 aprile 1995) è un calciatore montenegrino, attaccante del Bali Utd.

## Carriera

### Club
Prodotto del settore giovanile del Petrovac, nell'annata 2015-2016 segna 13 gol nella massima serie montenegrina e viene nominato rivelazione dell'anno, guadagnandosi un contratto con il Mladost Podgorica, l'odierno Titograd, in cui milita per una stagione segnando 7 reti. Nel 2017-2018 veste la maglia del Kom, con cui segna un gol. Nel 2018 fa ritorno al Petrovac, con cui va a segno altre 12 volte in una stagione. Nel 2020 si trasferisce a Singapore per unirsi ai Tampines Rovers, con cui vince la Supercoppa di Singapore 2020 e si laurea capocannoniere della Premier League singaporiana nel 2020, con 35 reti segnate in 28 partite.

## Palmarès

### Club

#### Competizioni nazionali
- Supercoppa di Singapore: 1

Tampines Rovers: 2020

### Individuale
- Capocannoniere della Premier League singaporiana: 1

2022